# Eulithis colorata
Eulithis colorata là một loài bướm đêm trong họ Geometridae.